# Centroclisis misera
Centroclisis misera är en insektsart som först beskrevs av Luisa Eugenia Navas 1927.  Centroclisis misera ingår i släktet Centroclisis och familjen myrlejonsländor. Inga underarter finns listade i Catalogue of Life.